# Ravni Šort
Ravni Šort (cyr. Равни Шорт) – wieś w Serbii, w okręgu toplickim, w gminie Kuršumlija. W 2011 roku liczyła 33 mieszkańców.